# Cova del Ramat
La cova del Ramat o del Remat és un abric del municipi de Tivissa (Ribera d'Ebre) amb representacions de pintura rupestre protegides com a Patrimoni de la Humanitat en el conjunt de l'Art rupestre de l'arc mediterrani de la península Ibèrica. Forma part del conjunt de coves de Vilella del barranc de la Font Vilella, en la serra de Tivissa. Es troba a l'extrem dret del barranc, just davant de la font.
La cova del Ramat en realitat es tracta d'un abric protegit per una reixa. És gairebé semicircular i molt alt, amb una amplitud d'obertura de 15 m, mentre que l'alçada arriba fins als 6 m. A l'extrem dret de l'abric i a uns 3 m del nivell del sòl, s'obre una cavitat d'uns 2,5 m d'ample i 2 m d'alt.
Les pintures es localitzen a la paret dreta d'aquesta cavitat, formant un conjunt del qual es conserven 11 representacions: 9 caprins, 1 quadrúpede i un grup de restes de formes, en general naturalistes, encara que amb diferents graus d'estilització.